# Kollanda
Kollanda is een plaats in de gemeente Ale in het landschap Västergötland en de provincie Västra Götalands län in Zweden. De plaats heeft 87 inwoners (2005) en een oppervlakte van 34 hectare.